# Kongress der Republik Peru
Der Kongress der Republik Peru (span. Congreso de la República del Perú) ist das Parlament Perus. Es ist ein Einkammerparlament mit 130 Abgeordneten, die jeweils für fünf Jahre gewählt werden. Die Wahlen zum Kongress finden gleichzeitig mit den Präsidentschaftswahlen statt und basieren auf dem (in Regionen gegliederten) Verhältniswahlrecht.

## Geschichte

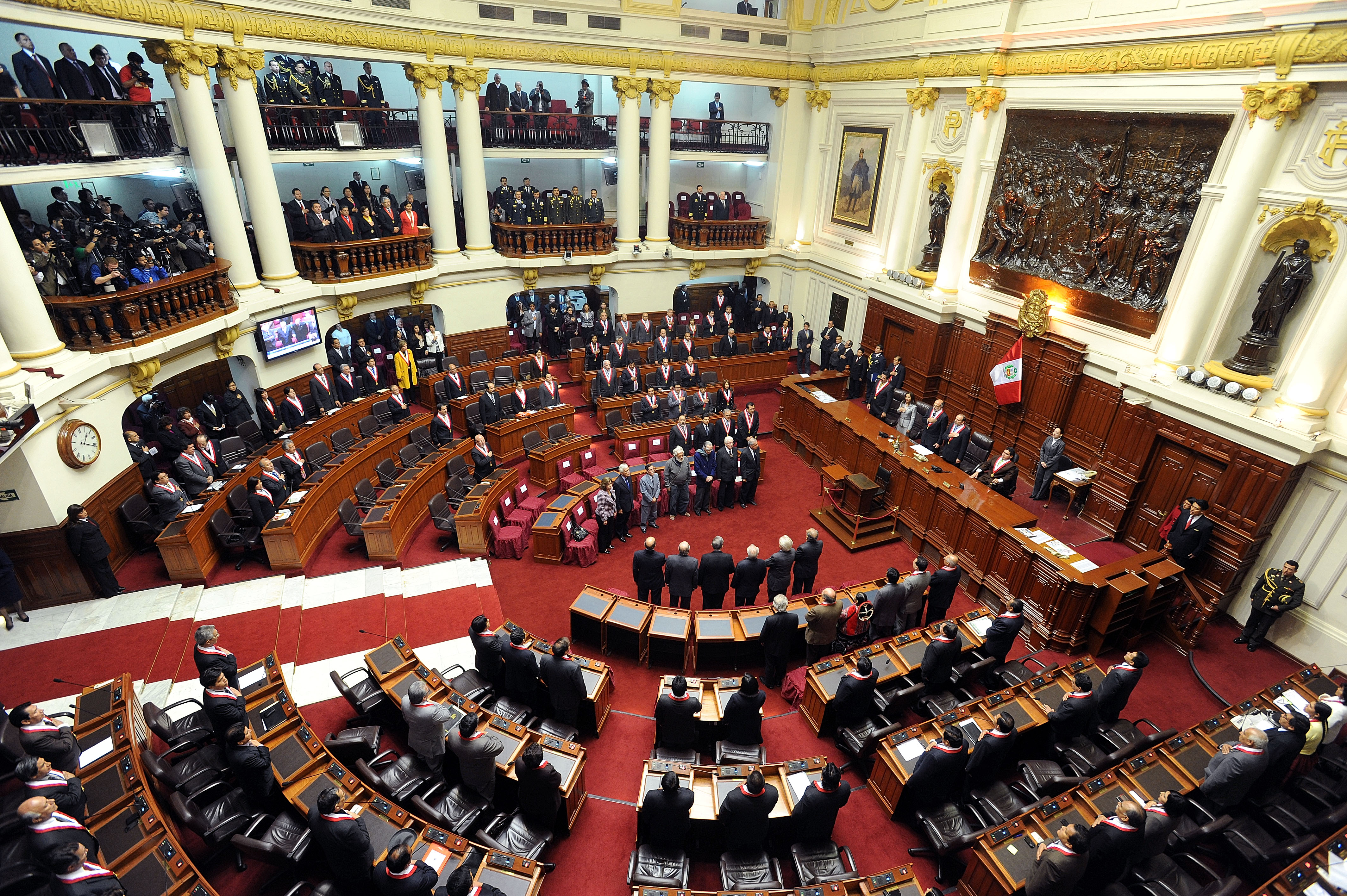
Plenarsaal

Nach der Erlangung der Unabhängigkeit Perus im Jahre 1821 ließ José de San Martín einen verfassunggebenden Kongress wählen, der zur Amtszeit seines Präsidenten Francisco Xavier de Luna Pizarro Pacheco, des späteren Erzbischofs von Lima, zunächst zwei Kammern hatte. Differenzen zwischen dem Libertador (Befreier) und dem neuen Parlament führten zum Rückzug San Martíns, der das Land verließ. Ebenso erging es seinen Mitstreitern José de La Mar und José de la Riva Agüero. 1824 kam Simón Bolívar nach Peru, und der Kongress übertrug ihm die  Macht im Lande. Bolivar erließ eine neue Verfassung und richtete ein Parlament aus drei Kammern ein. Dieser Konstellation war jedoch nur eine kurze Lebensdauer beschieden.
Eine weitere neue Verfassung richtete wiederum ein Zweikammerparlament ein, das bis ins Jahr 1992 bestand. In dieser Zeit war der Kongress ein wichtiges Element im wechselhaften politischen Geschehen Perus, geriet aber vielfach unter den Druck der Machthaber.
1968 übernahm der General Juan Velasco Alvarado in einem Staatsstreich die Macht. Er löste den Kongress auf, der erst 1978 im Rahmen einer verfassunggebenden Versammlung wieder zusammentrat und die neue Verfassung von 1979 verabschiedete.
1993 wurde die derzeit gültige Verfassung verabschiedet, nachdem der 1990 gewählte Kongress (camara de diputados) durch einen Putsch vom gewählten Präsidenten Alberto Fujimori geschlossen wurde. Der Kongress besteht seither nur noch aus einer Kammer mit 120 Abgeordneten.
2009 wurde mit einer Verfassungsänderung beschlossen, die Zahl der Abgeordneten ab der nächsten Kongresswahl 2011 auf 130 zu erhöhen, um die größer werdende Bevölkerung besser repräsentieren zu können.
Ende September 2019 eskalierte zwischen Staatspräsident Martín Vizcarra und dem Kongress ein Streit um die Besetzung von Richterposten am peruanischen Verfassungsgericht. Der von der Opposition kontrollierte Kongress wollte zwei neue Verfassungsrichter ohne das übliche öffentliche Bewerbungsverfahren auswählen. Am 30. September 2019 löste Vizcarra daraufhin zunächst den Kongress auf und kündigte Neuwahlen an. Der Kongress beschloss im Gegenzug, Vizcarra zu suspendieren und ernannte Vizepräsidentin Mercedes Aráoz zur Übergangspräsidentin, diese trat aber nur einen Tag später von ihrem Amt zurück. Ursprünglich waren die nächsten Parlaments- und Präsidentschaftswahlen für April 2021 vorgesehen. Nach der vorzeitigen Amtsenthebung Martin Vizcarras am 9. November 2020 durch das Parlament wurde zunächst Manuel Merino von der Mitte-Rechts-Partei Acción Popular als Übergangspräsident bestimmt. Nachdem seiner Einnahme des Amtes massive Straßenproteste folgten, gab er noch in derselben Woche (am 15. November) per Fernsehansprache seinen Rücktritt bekannt. Am 17. November 2020 wurde Francisco Sagasti als neuer Staatspräsident Perus vereidigt, der bei der vorgezogenen Parlamentswahl in Peru 2020 für die „violette Partei“ (Partido Morado) in das Parlament eingezogen war. Sagasti bleibt bis zum Ablauf der Legislaturperiode am 28. Juli 2021 im Amt.
Am 11. Dezember 2020 beschloss der Kongress, den Art. 93 der Verfassung zu ändern. Am 4. Februar 2021 trat die Verfassungsänderung in Kraft. Fortan genießen die Abgeordneten keine parlamentarische Immunität mehr. Damit soll verhindert werden, dass sich Kandidaten vor allem deshalb in den Kongress wählen lassen, um sich vor Strafverfolgung zu schützen.

## Funktion
Die peruanische Verfassung gibt dem Kongress die folgenden Aufgaben:
- Gesetzgebung: Der Kongress diskutiert und verabschiedet die Gesetze des Landes (siehe auch Art. 90, 104–108).
- Kontrolle der Exekutive: Der Kongress hat die Pflicht und die Macht, die Handlungen der Regierung und der öffentlichen Verwaltung zu kontrollieren (siehe auch Art. 56–57, 77–82, 85–87, 96–102, 104, 113–116, 118, 130–133, 135–137, 178).
- Kontrolle der Judikative (siehe auch Art. 161, 201, 203, 206).
- Vertretung der Bevölkerung: Die Kongressabgeordneten der Republik vertreten nicht nur ihre Wählerschaft, sondern die gesamte Nation (siehe auch Art. 39 und 93).

## Zusammensetzung

### Zusammensetzung nach der Parlamentswahl 2006
Die Parlamentswahl vom 9. April 2006 führte zu folgender Zusammensetzung:
- Unión por el Perú (Ollanta Humala): 45 Abgeordnete
- Partido Aprista Peruano (Alan García): 36 Abgeordnete
- Unidad Nacional (Lourdes Flores): 17 Abgeordnete
- Alianza por el Futuro (Martha Chávez): 13 Abgeordnete
- Frente de Centro (Valentín Paniagua): 5 Abgeordnete
- Restauración Nacional (Humberto Lay Sun): 2 Abgeordnete
- Weitere Parteien: 2 Abgeordnete

### Zusammensetzung nach der Parlamentswahl 2011
Die Parlamentswahl vom 10. April 2011 führte zu folgender Zusammensetzung:
- Gana Perú: 44 Abgeordnete
- Fuerza 2011: 35 Abgeordnete
- Perú Posible: 22 Abgeordnete
- Alianza por el Gran Cambio: 17 Abgeordnete
- Alianza Solidaridad Nacional: 11 Abgeordnete
- Partido Aprista Peruano: 4 Abgeordnete

### Zusammensetzung nach der Parlamentswahl 2016
Die Parlamentswahl vom 10. April 2016 führte zu folgender Zusammensetzung:
- Fuerza Popular: 73 Abgeordnete
- Frente Amplio por Justicia, Vida y Libertad: 20 Abgeordnete
- Peruanos por el Kambio (PPK): 18 Abgeordnete
- Alianza para el Congreso: 9 Abgeordnete
- Alianza Popular Revolucionaria Americana (APRA): 5 Abgeordnete
- Acción Popular: 5 Abgeordnete

### Zusammensetzung nach der Parlamentswahl 2020
Die Parlamentswahl vom 26. Januar 2020 führte zu folgender Zusammensetzung:
- Acción Popular: 25 Abgeordnete
- Alianza para el Progreso: 22 Abgeordnete
- Fuerza Popular: 15 Abgeordnete
- FREPAP: 15 Abgeordnete
- Unión por el Perú: 13 Abgeordnete
- Partido Democrático Somos Perú: 11 Abgeordnete
- Podemos Perú: 11 Abgeordnete
- Frente Amplio por Justicia, Vida y Libertad: 9 Abgeordnete
- Partido Morado: 9 Abgeordnete

### Zusammensetzung nach der Parlamentswahl 2021
Die Parlamentswahl vom 11. April 2021 führte zu folgender Zusammensetzung:
|        |                          |       |
| Partei | Partei                   | Sitze |
|        | Perú Libre               | 37    |
|        | Fuerza Popular           | 24    |
|        | Acción Popular           | 16    |
|        | Alianza para el Progreso | 15    |
|        | Renovación Popular       | 13    |
|        | Avanza País              | 7     |
|        | Somos Perú               | 5     |
|        | Podemos Perú             | 5     |
|        | Juntos por el Perú       | 4     |
|        | Partido Morado           | 4     |

## Parlamentssitz

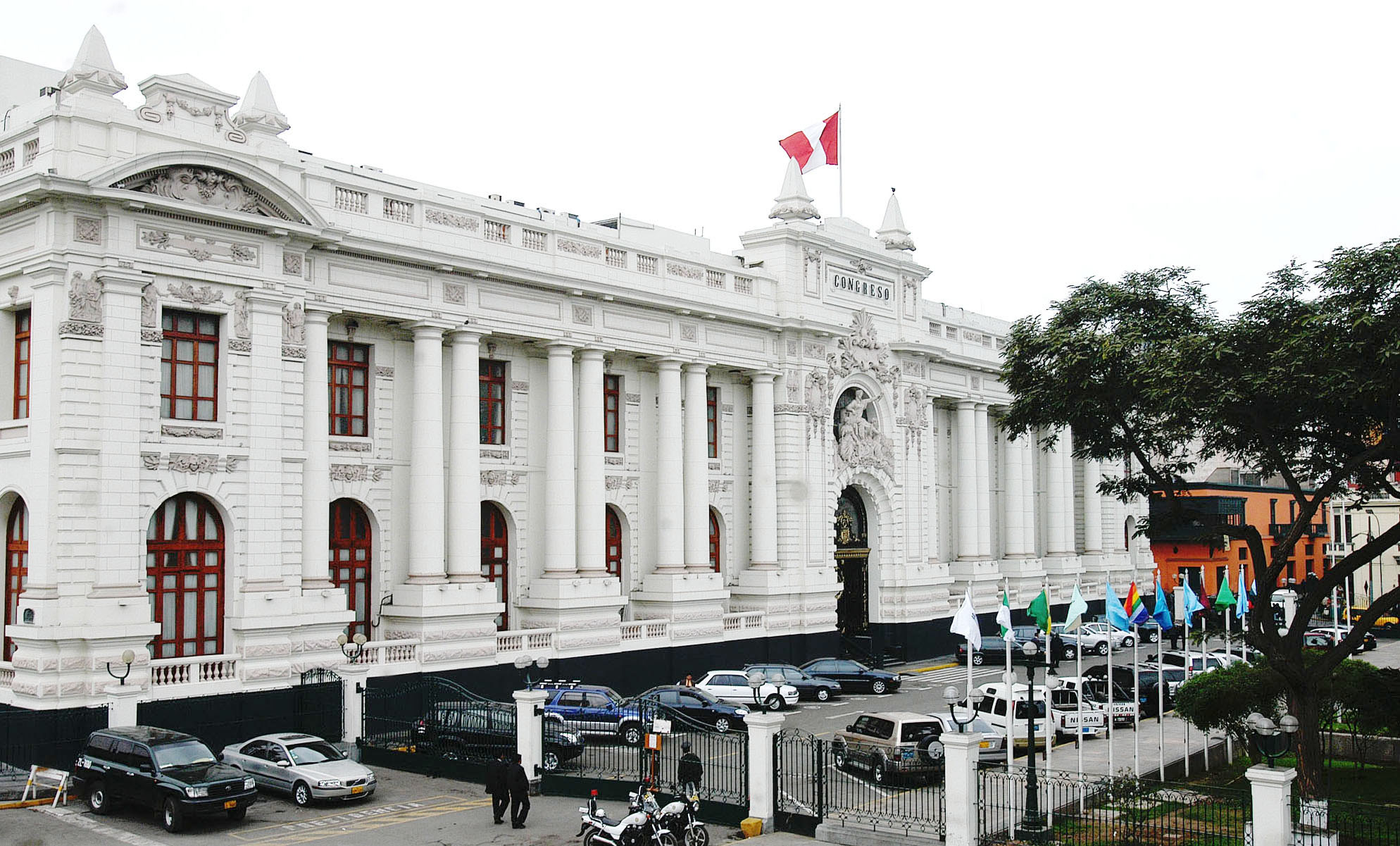
Fassade des Palacio Legislativo
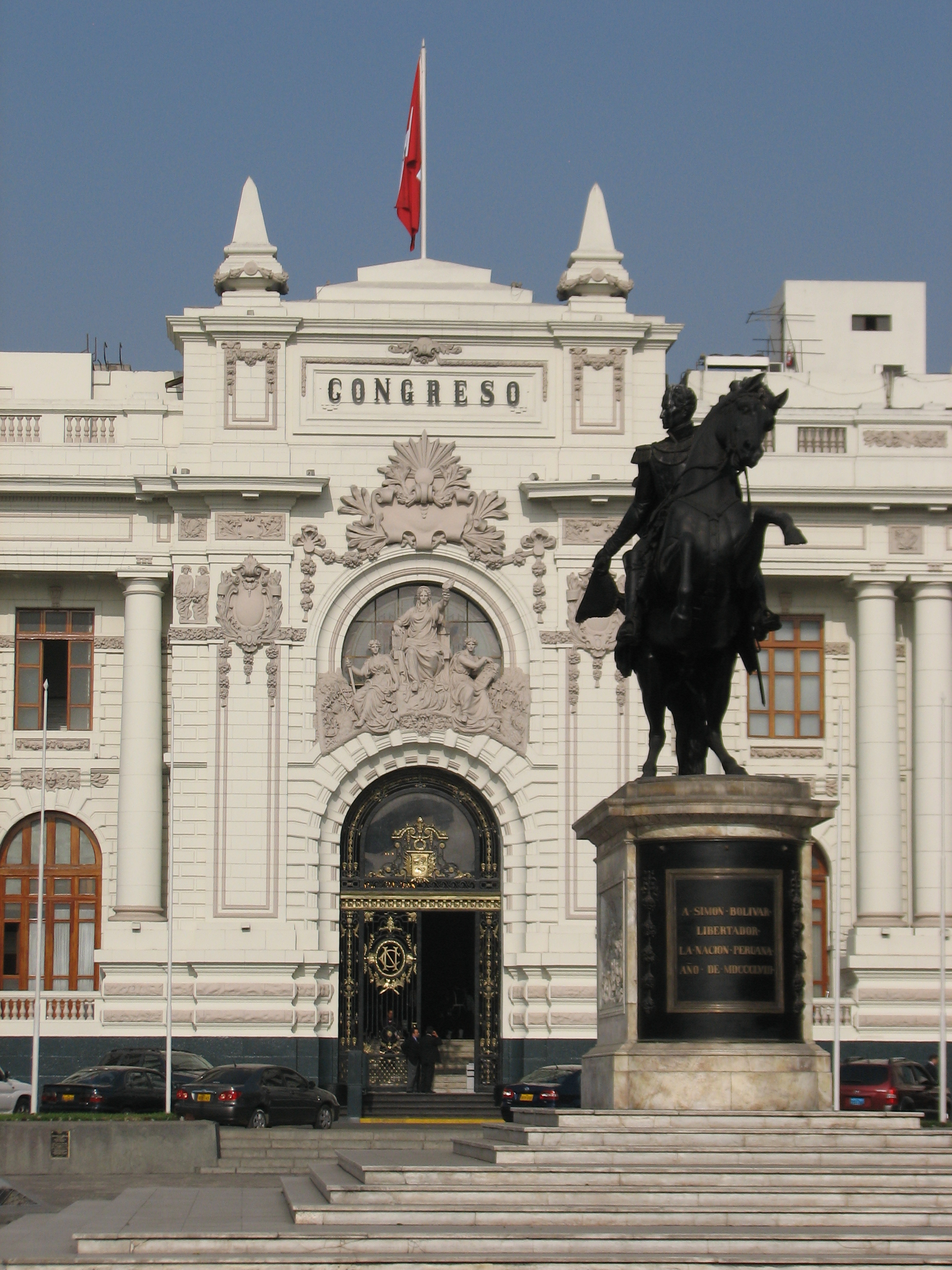
Statue von Bolívar vor dem Palacio Legislativo.

Die Kammern des ersten Kongresses tagten an verschiedenen Orten: Die Abgeordnetenkammer im früheren Hauptgebäude der Universidad Nacional Mayor de San Marcos und die Senatorenkammer im ehemaligen Gebäude der Inquisition. Später zog das gesamte Parlament in dieses Gebäude.
In der Geschichte des Landes wechselten die Versammlungsstätten mehrmals; während des Salpeterkriegs gegen Chile traf man sich an einem geheimen Ort.
Im 20. Jahrhundert zog der Kongress schließlich an seinen aktuellen Standort, den Palacio Legislativo im Zentrum Limas gegenüber der Plaza Bolívar.
Der „Palacio del Congreso“ wurde 1908 nach Plänen des französischen Architekten Emile Robert erbaut und wurde in den 1930er Jahren von den Architekten Claudio Sahut und Ricardo de Jaxa Malachowski im Stil der Belle Époque verändert.